# Czermin (województwo podkarpackie)
Czermin (dawn. Langenau) – wieś w Polsce, położona w województwie podkarpackim, w powiecie mieleckim, siedziba gminy Czermin. W 1999 roku liczyła 1557 mieszkańców.
W latach 1975–1998 miejscowość położona była w województwie rzeszowskim.
W Czerminie znajduje się zabytkowy kościół pw. św. Klemensa z 1630 roku, a także cmentarz żołnierzy rosyjskich i austro-węgierskich poległych podczas I wojny światowej.

## Części wsi
| SIMC    | Nazwa                     | Rodzaj     |
| ------- | ------------------------- | ---------- |
| 0647807 | Grądy                     | przysiółek |
| 0647730 | Kolonia (dawn. Hohenbach) | część wsi  |
| 0647747 | Nowa Wieś                 | część wsi  |
| 0647760 | Podkościele               | część wsi  |
| 0647813 | Podmoście                 | przysiółek |
| 0647776 | Zadworze                  | część wsi  |
| 0647782 | Zawada Druga              | część wsi  |
| 0647799 | Zawada Pierwsza           | część wsi  |

## Historia
W okolicach tej wsi odkryto najstarsze na terenie powiatu mieleckiego ślady pobytu człowieka. Odnalezione tu wykopaliska – rdzeń krzemienny, rylec oraz kilkanaście innych narzędzi – pochodzą z późnego paleolitu i liczą ok. 12 tysięcy lat. Inne odkrycia dowodzą osadnictwa w okresie neolitu (4500–1800 lat p.n.e.), istnienia osady zaliczonej do kultury przeworskiej (II połowa II w.). Największą sensacją było odkrycie śladów osady o cechach celtyckich i zachowanych w tym miejscu fragmentów naczyń, figurki ptaszka, żelaznego klucza i elementów sieci rybackiej. Pierwotna nazwa wsi – Wisłok. Wzmianka z 1190 roku podaje miejscowość jako własność sióstr premonstrantek z Buska-Zdroju. W roku 1257 książę sandomierski Bolesław V Wstydliwy podarował wieś klasztorowi sióstr klarysek z Zawichostu. W XV wieku właścicielami wsi była rodzina Pacanowskich, a na przełomie XV i XVI wieku Czermin znalazł się w rękach rodziny Wampowskich, która potem odsprzedała wieś Kasztelanowi tarnowskiemu i dobra te znalazły się w rękach rodziny Mieleckich jako dobra królewskie. Na przełomie wieków XVI i XVII należała ona do Hieronima Gostomskiego herbu Nałęcz. W połowie XVI wieku w okresie najazdu Szwedów na Polskę pod Czerminem doszło do bitwy pomiędzy wojskami polskimi a szwedzkimi. Z tego okresu przetrwały fortyfikacje ziemne w Łysakowie i Łysakówku (dziś wieś w gminie Borowa). Po utracie niepodległości Polski i dokonaniu I rozbioru w 1772 r. dobra królewskie zostały uznane za własność monarchii Habsburgów. W 1783 roku przybyli osadnicy z Nadrenii i objęli w posiadanie część wsi Czermin, której nazwa brzmiała „Hohenbach”. Kolonia liczyła 56 rodzin osadników niemieckich i obejmowała 654 morgi najurodzajniejszych pól. Koloniści byli wyznania protestanckiego. W 1784 założyli oni filię zboru w Sarnowie (niem. Reichsheim). W 1802 wybudowali okazały dom modlitwy, założyli cmentarz wyznaniowy, mieli piętrową szkołę, w której jeszcze w okresie międzywojennym 1918–1939 nauczanie odbywało się także w języku niemieckim. W 1867 z Sarnowa przeniesiono tu siedzibę zboru.
Obiekty owego zboru zostały rozebrane na budulec drogowy lub zburzone przez żołnierzy Armii Czerwonej w 1944 roku. W roku 1939 grupa kolonistów niemieckich zorganizowała dywersyjną V kolumnę hitlerowską, która podczas okupacji niemieckiej odgrywała znaczącą rolę w zwalczaniu polskości. Mieszkańcy wioski byli dwa razy wysiedlani – w czerwcu 1941 roku przez Niemców do Sarnowa (kolonia Reichscheim) i w 1944 przez wojska sowieckie. W Czerminie licznie zamieszkiwali Żydzi, którzy osiedlili się tu po 1830 roku. Posiadali Beit Hamidrasz do odprawiania codziennych modłów, a w jego sąsiedztwie mykwę. Ich odrębna kultura przestała istnieć z chwilą wymordowania ludności żydowskiej przez Niemców podczas II wojny światowej. Pod koniec listopada – do 8 grudnia 1981 r. w Urzędzie Gminy w Czerminie miał miejsce strajk okupacyjny rolników NSZZ Rolników Indywidualnych „Solidarność” z gminy Czermin i gmin sąsiednich. Do wsi przyjechała kolumna ZOMO, która przez demonstrację milicyjnej siły próbowała zastraszyć strajkujących i miejscową ludność. Strajk zakończył się 8 grudnia, a w 5 dni później – 13 grudnia 1981 r. rozpoczął się stan wojenny.

## Zabudowa wsi
Domy w przysiółku Kolonia, wzniesione przez osadników niemieckich na początku XX wieku – nr 60 z 1906 roku i inne wybudowane do 1921 roku. Parterowe, częściowo podpiwniczone, szczytem zwróconym do drogi. Murowane na rzucie prostokąta, otynkowane. Układ wnętrza – dwutraktowy z sienią i kuchnią na osi. Zewnątrz podziały ramowe. Gzyms wieńczący profilowany. Dachy dwuspadowe kryte dachówką.

## Kościół parafialny
Już w 1238 roku przy kościele Św. Klemensa istniała parafia w Czerminie. W dokumentach z lat 1470–1480 wzmiankowano o pierwotnym kościele drewnianym. Od 1595 roku istniała tu szkoła parafialna. W latach 1721–1900 działał szpital i przytułek dla ubogich. Obecnie kościół Św. Klemensa jest murowany i otynkowany. Ten zabytkowy (wczesnobarokowy, orientowany) kościół zbudowano w 1630 roku. Podczas rozbudowy w 1653 roku prezbiterium zamknięto absydą, zasklepiono nawę. We wnęce prezbiterium, przeznaczona na oleje święte, szafka drewniana z okuciami i zameczkiem z ok. 1630 roku. Z tego okresu portal z prezbiterium do zakrystii. Ołtarze boczne przy tęczy powstały po 1630 roku. Krucyfiks, lawentarz i kropielniczka z XVII wieku, monstrancje, kielichy i ornaty z XVIII-XIX wiek. Kaplice boczne z absydami dobudowane w 1721 roku, przedsionki z połowy XIX wieku. Wewnątrz figury Św. Anny i Św. Józefa z XX wieku. Chrzcielnicę z I poł. XIX wieku umieszczono we wnęce z czarnego marmuru, z pokrywą mosiężną w kształcie korony. Chór muzyczny murowany. Na elewacji stary zegar słoneczny. Polichromię postmodernistyczną wykonał w 1934 roku Jerzy Baranowski.
W otoczeniu kościoła znajduje się ogrodzenie z XIX wieku – murowane, z dwiema kaplicami i trójarkadową dzwonnicą. Dzwon z 1525 r. przelany, z dwiema plakietkami w kształcie aniołów. Na plebanii przechowuje się księgi parafialne od 1871 r.

## Cmentarze
- Cmentarz parafialny

Wewnątrz kaplica cmentarna powstała w 1750 r. z reliktami XVII-wiecznych nagrobków.Grób Stanisława Webera – zarządcy majątku w Ziempniowie, zamordowanego w czasie rzezi galicyjskiej w 1846 r.
- Cmentarz Wojenny

Stanowił oddzieloną ceglanym murem cześć cmentarza parafialnego o pow. 50 m.kw. Spoczywało tutaj 33 żołnierzy walczących po stronie Rosji i Austro-Węgier, poległych w latach 1914-1915, w tym 19 ekshumowanych z cmentarza parafialnego w Borowej oraz 4 żołnierzy węgierskich poległych w Pławie. Obecnie jest tu obelisk, który w 1995 r. ufundowali mieszkańcy gminy Czermin. Na obelisku napis: „Ku chwale i z wdzięczności poległym żołnierzom w obronie i za wolność Ojczyzny w czasie I i II wojny światowej pochodzącym z terenu gminy Czermin”.
- Cmentarz Ewangelicki

Pojedyncze groby lub ich fragmenty.

## Pomniki
- Pomnik – Postawiony na centralnym placu Czermina dla uczczenia osób zamordowanych przez niemieckich nazistów. Tablica frontowa z napisem: „Bohaterem walki o wolność ojczyzny i sprawiedliwość społeczną – społeczeństwo gmin Czermin. Wrzesień 1980 r.” tablica boczna lewa: „Pomnik zniszczony przez kolonistów niemieckich w 1939 r., odbudowany w roku XXXV-lecia zwycięstwa nad Niemcami hitlerowskimi”, tablica boczna prawa: „W hołdzie poległym w I wojnie światowej i ok. 400 ofiarom II wojny światowej”.
- Tablica pamiątkowa – wmurowana na szkole podstawowej ku czci 10 Żydów rozstrzelanych przez hitlerowców w 1943 r.
- Kopczyk z krzyżem – postawiony w przysiółku Grądy. Na krzyżu widnieje napis: „Bohaterom walk za wiarę i Ojczyznę 1655-1656”.

## Osoby związane z Czerminem
- Marian Kantor
- Jan Krawczyk